# Лена Хорн
Лена Мери Калхун Хорн (на английски: Lena Mary Calhoun Horne) е американска джаз и поп певица, актриса и танцьорка. Тя е носител на четири награди Грами, включително за цялостно творчество през 1989 година.

## Биография
Лена Хорн е родена на 30 юни 1917 година в Бруклин, Ню Йорк. Шестнадесетгодишна, тя е включена в хора на Котън Клъб и работи в нощни клубове до преместването си в Холивуд. Там тя участва в няколко филма, но от средата на 50-те се връща към нощните клубове. През 60-те години получава широка популярност и участва активно в движението за граждански права. През следващите години има успешна кариера като певица, както и на сцената на Бродуей.
Лена Хорн умира на 9 май 2010 година в Ню Йорк.